# Talpa occidentalis
El topo ibérico (Talpa occidentalis) es una especie de mamífero soricomorfo de la familia Talpidae endémica del oeste y centro de la península ibérica que se alimenta de larvas y gusanos bajo tierra. La topera se suele encontrar en prados, cultivos regados y terrenos de buen suelo orgánico. También habita bosques de chopos, fresnos y olmos.

## Características
Se diferencia del topo europeo por su menor tamaño, por tener los ojos totalmente tapados por el pelo, un cráneo más alargado y estrecho, y por los pelos blancos que cubren las manos y el hocico. La cola es corta y cubierta de pelo, y las manos son grandes y acabadas en garras. El hocico es cónico y con largos bigotes que, al igual que los pelos de las manos, sirven para detectar vibraciones y tantear.

## Historia natural
Es una especie cavadora que, como su congénere europeo habita en lugares con suelo profundo que no sea ni muy pedregoso, arenoso o anegado. Se halla con frecuencia en prados y pastizales. En el sur de su área de distribución está restringido a las zonas montañosas. Se alimenta de invertebrados, sobre todo de lombrices. Es considerado una plaga que daña los pastizales y es perseguido por los agricultores.

## Distribución
Especie endémica de la península ibérica, se distribuye de forma más o menos continuada por el tercio noroccidental peninsular, estando ausente en los Pirineos y Valle del Ebro. En el resto de la península se restringe a las zonas de montaña, siendo escaso en la mayor parte del valle del Guadalquivir.